# 정시엽 효자각
정시엽 효자각은 충청북도 청주시 상당구에 있다. 2015년 4월 17일 청주시의 향토유적 제36호로 지정되었다.

## 개요
1890년 동래정씨 정시엽의 효행을 기리기 위해 세운 정려각이다.